# Neto Pereira
Leônidas Neto Pereira de Sousa (General Carneiro, 4 gennaio 1979) è un allenatore di calcio ed ex calciatore brasiliano, di ruolo attaccante.

## Caratteristiche tecniche
Era un attaccante tecnico e veloce, capace di giocare come prima o seconda punta..
È soprannominato Swarovski per via del continuo alternarsi tra lampi di classe e numerosi infortuni subiti nel corso della sua carriera.

## Carriera

### Inizi
Cresciuto nel Matsubara, squadra brasiliana, si fa notare in Italia nel Torneo di Viareggio del 2000 e viene comprato nel gennaio 2001 dalla società dilettantistica Itala San Marco.

### Itala San Marco
Con la maglia degli isontini gioca per 9 anni e nel 2008 contribuisce alla promozione in Lega Pro Seconda Divisione, ottenuta vincendo il girone C di Serie D, di cui è anche capocannoniere. Colleziona 258 presenze, condite da 114 goal.

### Varese
Nel gennaio 2010 approda al Varese in Lega Pro Prima Divisione. Segna la sua prima rete in campionato contro il Benevento, match poi terminato 1-1. Al termine della stagione i biancorossi ottengono la promozione in Serie B battendo ai play-off il Benevento in semifinale e la Cremonese in finale.
Alla sua prima stagione in Serie B conserva il posto da titolare e realizza 7 goal in 34 presenze. Realizza la prima rete nella serie cadetta all'esordio contro il Torino. Contribuisce al raggiungimento della semifinale play-off, persa contro il Padova, con 33 presenze, 7 reti e 4 assist.
Nella stagione seguente rimane titolare, divenendo anche capitano, e con i biancorossi approda alla finale play-off contro la Sampdoria, che batte però i varesini sia all'andata che al ritorno, vanificando così il sogno Serie A. Chiude la stagione con 32 presenze, 4 reti e 7 assist.
Nella stagione 2012-2013 torna a fare coppia fissa in attacco con Osarimen Ebagua, tornato al Varese dopo una stagione tra Torino e Catania. Nonostante le buone prestazioni del duo offensivo la squadra non centra l'obiettivo play-off. Questa è comunque la stagione più prolifica per il calciatore brasiliano con la maglia biancorossa, autore di 8 reti e 8 assist in 30 presenze.
Nella stagione successiva, condizionata da più infortuni, registra un gol e 3 assist in 25 presenze. La stagione 2014-2015 è condizionata da un grave infortunio che lo tiene lontano dal campo per quasi tre mesi. Realizza 10 reti tra campionato e Coppa Italia, che non servono tuttavia a salvare la squadra lombarda dalla retrocessione.

### Dopo il Varese
Il 17 luglio 2015, dopo essere rimasto svincolato a causa della mancata iscrizione del Varese al campionato, firma per il Padova in Lega Pro. Realizza la prima rete in maglia biancoscudata al primo minuto della partita di esordio contro la Reggiana.
Al termine della stagione ne avrà segnate altre 9 per un totale di 10 e sarà il primo riconfermato per la stagione successiva sempre con la maglia biancoscudata.
Svincolatosi dal Padova nell'estate 2017, prosegue la carriera giocando per una stagione in Serie C nel Mestre e poi con altre formazioni in serie minori, terminando la propria carriera da calciatore nel 2020 nelle file dell'Olimpia Ponte Tresa.

### Allenatore
Nel 2020 viene ingaggiato come vice del tecnico Ezio Rossi sulla panchina del Città di Varese (società erede informale del fallito Varese), in Serie D.
Nel 2024 ottiene il suo primo incarico come allenatore dell'Olimpia Tresiana, squadra varesotta che milita nel campionato di Promozione. Il 24 ottobre, a seguito della sconfitta interna contro il Morazzone, a fronte di sole due vittorie, tre pareggi e due sconfitte, viene esonerato dalla società varesotta.

## Statistiche

### Presenze e reti nei club
Statistiche aggiornate al 6 maggio 2018.
| Stagione        | Squadra         | Campionato      | Campionato | Campionato | Coppe nazionali | Coppe nazionali | Coppe nazionali | Coppe continentali | Coppe continentali | Coppe continentali | Altre coppe | Altre coppe | Altre coppe | Totale | Totale |
| Stagione        | Squadra         | Comp            | Pres       | Reti       | Comp            | Pres            | Reti            | Comp               | Pres               | Reti               | Comp        | Pres        | Reti        | Pres   | Reti   |
| --------------- | --------------- | --------------- | ---------- | ---------- | --------------- | --------------- | --------------- | ------------------ | ------------------ | ------------------ | ----------- | ----------- | ----------- | ------ | ------ |
| gen.-giu. 2010  | Varese          | PD              | 10+4       | 4+0        | -               | -               | -               | -                  | -                  | -                  | -           | -           | -           | 14     | 4      |
| 2010-2011       | Varese          | B               | 31+2       | 6+1        | CI              | 1               | 0               | -                  | -                  | -                  | -           | -           | -           | 34     | 7      |
| 2011-2012       | Varese          | B               | 28+4       | 4+0        | CI              | 1               | 0               | -                  | -                  | -                  | -           | -           | -           | 33     | 4      |
| 2012-2013       | Varese          | B               | 30         | 8          | CI              | 1               | 0               | -                  | -                  | -                  | -           | -           | -           | 31     | 8      |
| 2013-2014       | Varese          | B               | 25         | 1          | CI              | 1               | 0               | -                  | -                  | -                  | -           | -           | -           | 26     | 1      |
| 2014-2015       | Varese          | B               | 30         | 8          | CI              | 3               | 2               | -                  | -                  | -                  | -           | -           | -           | 33     | 10     |
| Totale Varese   | Totale Varese   | Totale Varese   | 154+10     | 31+1       |                 | 7               | 2               |                    | -                  | -                  |             | -           | -           | 171    | 34     |
| 2015-2016       | Padova          | LP              | 30         | 10         | CI-LP           | 2               | 0               | -                  | -                  | -                  | -           | -           | -           | 32     | 10     |
| 2016-2017       | Padova          | LP              | 22+1       | 5          | CI+CI-LP        | 1+2             | 0               | -                  | -                  | -                  | -           | -           | -           | 26     | 5      |
| Totale Padova   | Totale Padova   | Totale Padova   | 52+1       | 15         |                 | 5               | 0               |                    | -                  | -                  |             | -           | -           | 58     | 15     |
| 2017-2018       | Mestre          | C               | 27+1       | 5          | CI-C            | 1               | 0               | -                  | -                  | -                  | -           | -           | -           | 29     | 5      |
| 2018-2019       | Milano City     | D               | 27         | 4          | -               | -               | -               | -                  | -                  | -                  | -           | -           | -           | 0      | 0      |
| Totale carriera | Totale carriera | Totale carriera | 233+12     | 51+1       |                 | 13              | 2               |                    | -                  | -                  |             | -           | -           | 258    | 54     |

## Palmarès

### Club

#### Competizioni nazionali
- Serie D: 1

Itala San Marco: 2007-2008